# Allan Stanley
Allan Herbert Stanley, född 1 mars 1926, död 18 oktober 2013, var en kanadensisk professionell ishockeyback som tillbringade 21 säsonger i den nordamerikanska ishockeyligan National Hockey League (NHL), där han spelade för ishockeyorganisationerna New York Rangers, Chicago Black Hawks, Boston Bruins, Toronto Maple Leafs och Philadelphia Flyers. Han producerade 433 poäng (100 mål och 333 assists) samt drog på sig 792 utvisningsminuter på 1 244 grundspelsmatcher. Han spelade också på lägre nivåer för Providence Reds i American Hockey League (AHL) och Vancouver Canucks i Western Hockey League (WHL).
Stanley vann fyra Stanley Cup-titlar med Maple Leafs för säsongerna 1961–1962, 1962–1963, 1963–1964 och 1966–1967.
Han blev invald i Hockey Hall of Fame 1981.
Efter karriären drev han golfklubb och ishockeyskola i Ontario.

## Statistik
| 1943–1944  | Boston Olympics     | EHL        | 40   | 10  | 32  | 42  | 10  | —   | — | —  | —  | —  |
| 1945–1946  | Boston Olympics     | EHL        | 30   | 8   | 15  | 23  | 35  | —   | — | —  | —  | —  |
| 1946–1947  | Providence Reds     | AHL        | 54   | 8   | 13  | 21  | 32  | —   | — | —  | —  | —  |
| 1947–1948  | Boston Olympics     | QSHL       | 1    | 0   | 0   | 0   | 0   | —   | — | —  | —  | —  |
|            | Providence Reds     | AHL        | 68   | 9   | 32  | 41  | 81  | 5   | 0 | 0  | 0  | 4  |
| 1948–1949  | New York Rangers    | NHL        | 40   | 2   | 8   | 10  | 22  | —   | — | —  | —  | —  |
|            | Providence Reds     | AHL        | 23   | 7   | 16  | 23  | 24  | —   | — | —  | —  | —  |
| 1949–1950  | New York Rangers    | NHL        | 55   | 4   | 4   | 8   | 58  | 12  | 2 | 5  | 7  | 10 |
| 1950–1951  | New York Rangers    | NHL        | 70   | 7   | 14  | 21  | 75  | —   | — | —  | —  | —  |
| 1951–1952  | New York Rangers    | NHL        | 50   | 5   | 14  | 19  | 52  | —   | — | —  | —  | —  |
| 1952–1953  | New York Rangers    | NHL        | 70   | 5   | 12  | 17  | 52  | —   | — | —  | —  | —  |
| 1953–1954  | New York Rangers    | NHL        | 10   | 0   | 2   | 2   | 11  | —   | — | —  | —  | —  |
|            | Vancouver Canucks   | WHL        | 47   | 6   | 30  | 36  | 43  | 13  | 2 | 5  | 7  | 10 |
| 1954–1955  | New York Rangers    | NHL        | 12   | 0   | 1   | 1   | 2   | —   | — | —  | —  | —  |
|            | Chicago Black Hawks | NHL        | 52   | 10  | 15  | 25  | 22  | —   | — | —  | —  | —  |
| 1955–1956  | Chicago Black Hawks | NHL        | 59   | 4   | 14  | 18  | 70  | —   | — | —  | —  | —  |
| 1956–1957  | Boston Bruins       | NHL        | 60   | 6   | 25  | 31  | 45  | —   | — | —  | —  | —  |
| 1957–1958  | Boston Bruins       | NHL        | 60   | 6   | 25  | 31  | 37  | 12  | 1 | 3  | 4  | 6  |
| 1958–1959  | Toronto Maple Leafs | NHL        | 70   | 1   | 22  | 23  | 47  | 12  | 0 | 3  | 3  | 2  |
| 1959–1960  | Toronto Maple Leafs | NHL        | 64   | 10  | 23  | 33  | 22  | 10  | 2 | 3  | 5  | 2  |
| 1960–1961  | Toronto Maple Leafs | NHL        | 68   | 9   | 25  | 34  | 42  | 5   | 0 | 3  | 3  | 0  |
| 1961–1962  | Toronto Maple Leafs | NHL        | 60   | 9   | 26  | 35  | 24  | 12  | 0 | 3  | 3  | 6  |
| 1962–1963  | Toronto Maple Leafs | NHL        | 61   | 4   | 15  | 19  | 22  | 10  | 1 | 6  | 7  | 8  |
| 1963–1964  | Toronto Maple Leafs | NHL        | 70   | 6   | 21  | 27  | 60  | 14  | 1 | 6  | 7  | 20 |
| 1964–1965  | Toronto Maple Leafs | NHL        | 64   | 2   | 15  | 17  | 30  | 6   | 0 | 1  | 1  | 12 |
| 1965–1966  | Toronto Maple Leafs | NHL        | 59   | 4   | 14  | 18  | 35  | 1   | 0 | 0  | 0  | 0  |
| 1966–1967  | Toronto Maple Leafs | NHL        | 53   | 1   | 12  | 13  | 20  | 12  | 0 | 2  | 2  | 10 |
| 1967–1968  | Toronto Maple Leafs | NHL        | 64   | 1   | 13  | 14  | 16  | —   | — | —  | —  | —  |
| 1968–1969  | Philadelphia Flyers | NHL        | 64   | 4   | 13  | 17  | 28  | 3   | 0 | 1  | 1  | 4  |
| NHL totalt | NHL totalt          | NHL totalt | 1244 | 100 | 333 | 433 | 792 | 109 | 7 | 36 | 43 | 80 |
| AHL totalt | AHL totalt          | AHL totalt | 145  | 24  | 61  | 85  | 137 | 5   | 0 | 0  | 0  | 4  |
| WHL totalt | WHL totalt          | WHL totalt | 47   | 6   | 30  | 36  | 43  | 13  | 2 | 5  | 7  | 10 |